# Rudolf Pöggeler
Rudolf Pöggeler (* 12. April 1939) ist ein ehemaliger deutscher Fußballspieler aus dem westfälischen Sauerland.

## Karriere
Der in der Jugendabteilung von Westfalia Herne ausgebildete Nachwuchsfußballer Rudolf Pöggeler, Sohn eines Schreiners, bestritt am 20. August 1961 beim 1:0-Heimsieg gegen Borussia Mönchengladbach das erste Oberligaspiel für seinen Verein. In der neunten Spielminute erzielte der auf Rechtsaußen stürmende Angreifer den 1:0-Siegtreffer für die Mannschaft von Trainer Fritz Langner. Westfalia belegte in der Fußball-Oberliga West den sechsten Rang und Pöggeler hatte in 21 Einsätzen neun Tore erzielt. Im letzten Oberliga-Jahr, 1962/63, rutschte Herne auf den 14. Platz ab und Pöggeler bestritt 23 Ligaspiele mit fünf Treffern an der Seite von Hans Tilkowski, Alfred Pyka, Gerhard Clement, Jürgen Bandura und Otto Luttrop. Nach 44 Spielen in der Fußball-Oberliga West mit 14 Toren wechselte er zur Runde 1963/64 in die Fußball-Regionalliga West zu Borussia Mönchengladbach.
Pöggeler startete mit dem Spiel am 4. August 1963 bei Rot-Weiß Oberhausen seine Laufbahn bei Borussia Mönchengladbach, wo er sechs Jahre in der Abwehr, Mittelfeld und im Sturm spielte. Im ersten Jahr belegte er mit Gladbach den achten Rang und hatte dabei in 27 Einsätzen elf Tore erzielt. In der Saison 1964/65 übernahm Trainer Hennes Weisweiler den Trainerposten am Bökelberg und führte mit 92:39 Toren die Mannschaft zur Meisterschaft. Pöggeler bestritt in der Meisterrunde 23 Spiele und erzielte vier Tore. In der erfolgreichen Aufstiegsrunde kam er nur am Schlusstag gegen Wormatia Worms zum Einsatz. Die Stammformation im Angriff des Aufsteigers war in der Regel durch Herbert Laumen, Jupp Heynckes, Bernd Rupp, Günter Netzer und Werner Waddey besetzt.
Sein Debüt in der Fußball-Bundesliga feierte Pöggeler am achten Spieltag der Saison 1965/66, als dem Aufsteiger am 16. Oktober 1965 ein 2:2-Remis beim 1. FC Nürnberg gelang und er auf Rechtsaußen stürmte. In den Runden 1967/68 und 1968/69 erreichte er mit Mönchengladbach jeweils den dritten Rang in der Bundesliga. Sein letztes Bundesligaspiel bestritt er am 7. Juni 1969 bei der 5:6-Auswärtsniederlage bei Werder Bremen am Schlusstag der Runde 1968/69. Pöggeler gehörte aber noch der Mönchengladbacher Reisegruppe an, die im Juni 1969 eine dreiwöchige Asienreise nach Tokyo, Hiroshima, Osaka, Seoul und Hongkong durchführte. Insgesamt kam Rudolf Pöggeler von 1965 bis 1969 auf 76 Bundesligaspiele und erzielte dabei drei Tore. Zur Runde 1969/70 wechselte er zum SC Viktoria Köln in die Regionalliga West.
Von 1969 bis 1971 kam er nochmals in 51 Regionalligaspielen zum Einsatz und erzielte dabei vier Tore. Danach beendete er seine Spieler-Karriere.
Pöggeler hatte 1969 die Fußball-Lehrer-Ausbildung absolviert und den Absteiger SC Viktoria Köln 1973 zurück in die Fußball-Regionalliga West geführt, wo er dann aber im November 1973 am Tabellenende von Ernst-Günter Habig als Trainer abgelöst wurde. Er arbeitete später als Sportlehrer in Dülken und war noch über drei Jahrzehnte als Trainer im Amateurbereich am Niederrhein tätig.